# 中野智樹
中野 智樹（なかの ともき、1975年12月19日 - ）は、北海道北斗市（旧』上磯町）出身のパーソナリティ。血液型はO型。愛称は「とむ（TOM）」。札幌市を拠点とし、主に北海道放送（HBC）ラジオのパーソナリティとして活動中。他にもイベントDJなども行っている。特にHBCラジオにおいては3つの番組を受け持つ人気パーソナリティである。

## 来歴
2019年時点でHBCラジオのレギュラー番組出演とそのスタッフ一員として関わり、同局が行うタイアップイベントのレポーターなどに出演。長く音楽番組を担当していることからミュージックシーンにも造詣が深く、また特撮・アニメにも詳しくアニメ関係のイベントで総合司会なども行う他にもナレーション、クラブDJやジェイ・アール北海道バス車内案内などの業務アナウンス、舞台脚本などで活躍する。
2015年12月17日放送、NHK及びNHKエンタープライズ主催・高専ロボコン2015北海道地区大会番組ナレーターを担当。
2017年夏季、ネッツトヨタ札幌・ラジオCMナレーター担当。　
2017年5月15日、ラジオ番組『5丁目STATION アキトム! (3スタ生)』のコーナー「カミトム」で2000カミを達成。その記念としてばんえい競馬の帯広競馬場で個人協賛競走として8月6日の第2レースに「中野智樹2000噛み記念」を開催。レースの模様はオッズパーク、中野智樹2000噛み記念2歳D-3にて動画配信されている。
2019年9月16日、「カミトム」で通算2500カミを達成。2500カミ記念としてリスナー100名に番組オリジナルCDがプレゼントされた。

## レギュラー番組
特記事項の無いものは、いずれもHBCラジオ。

### 現在
- ラジ魂（2006年4月 - ）
- 5丁目STATION アキトム! (3スタ生)（2008年4月 - ）
- みんなのテレビ（北海道文化放送、キセキの食堂コーナーのナレーター）
- ジンギス談（HBCテレビ、ナレーター、2018年10月 - ）
- TO Music strage（2021年10月 - ）

### 過去

#### HBCテレビ・ラジオ
- 世代断裂バラエティー にちようYAH!YAH!YAH!（1999年4月 - 2000年3月）
- アキトム!シリーズ（いずれも小橋亜樹と共に担当）
  - MOVE ON（2000年10月 - 2001年3月）
  - アキ&トムのベストテンほっかいどう21（2001年4月 - 2004年9月）
  - ベストテンほっかいどうWITH（2004年10月 - 2005年3月）※木曜日担当。小橋は月～金通しでの出演。
  - ベストテンほっかいどう（2005年4月 - 2005年9月）※この期間のみ小橋とともに担当。上記の通り2005年10月より中野単独となる。
  - 期間限定バラエティーアキトム! (仮)（2005年10月 - 2006年3月）
  - 時間変動バラエティー・アキトム! ( )（2006年4月 - 9月、2007年4月 - 9月）
  - 期間延長バラエティー・アキトムDX（2006年10月 - 2007年3月）
  - 継続断行バラエティー アキトム! (編成困惑)（2007年10月 - 2008年3月）
- ジョシアナ（HBCテレビ、2008年10月 - 2009年3月）準レギュラー、構成兼任
- ベストテンほっかいどう（2005年10月 - 2020年9月）

#### HTB
- イチオシ!
- 夕方DON!DON!

## エピソード
- 猫好きを公言し、HBCラジオの番組では自他共に「ネコ」と称することが多く、番組内で時折ニャーと鳴くこともある。
- 旧：上磯町に住む家族を番組で話題に取り上げる機会が多かった[2]。レギュラー番組『アキトム（シリーズ）』では頻繁に住居（アパート）が話題にされるが「そこは以前住んでいた場所」としている。
- 若手時代からよく噛むことで知られ、2001年時点で「カミカミ大王」と称され[3]、『アキトム』では噛みそうなフレーズをリスナーから募集し読ませるコーナー「カミトム」が人気である。